# フォーガットン
『フォーガットン』（The Forgotten）は、2004年のアメリカ合衆国のSFサイコスリラー映画。監督はジョセフ・ルーベン、出演はジュリアン・ムーアとドミニク・ウェストなど。飛行機事故で亡くした9歳の息子の存在がはじめからなかったことにされていると知った母親を描いている。
公開当時は「『シックス・センス』以来、最も衝撃的なスリラー」と宣伝された。

## ストーリー
テリーは9歳の息子サムを航空事故で亡くした心の傷が癒えず、マンス医師の治療を受けている。ある日、写真から何故かサムの姿のみが消えていることに気づく。更に、その翌日、思い出の他の写真やビデオテープさえも消えていることがわかる。つまり、サムに関する情報が消え去っていたのである。
テリーは、夫ジムに問いかけると、2人の間には息子など存在しないと言われる。友人エリオットに聞いても夫と答えは同じだった。同じ航空事故で娘のローレンを亡くしたアッシュに会うが、アッシュもまた自分にローレンと言う娘などいないと言われる。しかしテリーはアッシュの書斎で、アッシュの娘が書いた落書きを発見する。アッシュはそれを見て、娘のことを思い出す。
その後、アッシュと共に航空事故のことや、何故自分の子供のことを忘れてしまったのか調べ始める。すると、結末は意外なものだった。

## キャスト
| 役名                   | 俳優                         | 日本語吹替 |
| ---------------------- | ---------------------------- | ---------- |
| テリー・パレッタ       | ジュリアン・ムーア           | 日野由利加 |
| アッシュ・コレル       | ドミニク・ウェスト           | 寺杣昌紀   |
| ジャック・マンス医師   | ゲイリー・シニーズ           | 大塚芳忠   |
| ジム・パレッタ         | アンソニー・エドワーズ       | 井上倫宏   |
| アンナ・ポープ刑事     | アルフレ・ウッダード         | 小宮和枝   |
| ブレッシャー刑事       | フェリックス・ソリス         | 斉藤次郎   |
| 親切な男               | ライナス・ローチ             | 咲野俊介   |
| サム・パレッタ         | クリストファー・コバレスキー | 秋葉好美   |
| サム・パレッタ（5歳）  | マシュー・プレシェヴィチ     | セリフなし |
| ローレン・コレル       | キャスリン・フォーナン       | 新井里美   |
| カール・デイトン捜査官 | ロバート・ウィズダム         | 水野龍司   |
| アール・ペタリス捜査官 | リー・ターゲセン             | 土方優人   |
| エリオット             | ジェシカ・ヘクト             |            |
| アレック・ウォン捜査官 | ティム・カン                 |            |
| リサ・フランクス捜査官 | スーザン・マイズナー         |            |
| 会計士アイリーン       | アン・ダウド                 |            |

## 作品の評価
映画批評集積サイトのRotten Tomatoesには172件のレビューがあり、批評家支持率は31%、平均点は10点満点中4.9点、批評家の一致した見解は「設定があまりに荒唐無稽になって行き、まともに受け止められなくなる。」であり、観客支持率は36%となっている。また、Metacriticには34件の評論があり、高評価は5件、賛否混在は21件、低評価は8件、平均点は100点満点中43点となっており、ユーザーによる平均点は10点満点中7.6点となっている。

## キャッチコピー
- 消えていく……愛するものが、信じていたことが…[要出典]
- あなたの大切な人生が、ひとつ残らず消えていったら――[2]